# Vaccinium filipes
Vaccinium filipes är en ljungväxtart som beskrevs av Schlechter. Vaccinium filipes ingår i Blåbärssläktet, och familjen ljungväxter. Inga underarter finns listade i Catalogue of Life.